# 為替局資金課
為替局資金課（かわせきょくしきんか）は、大蔵省為替局に置かれていた部署である。

## 沿革
- 1952年8月1日 - 「為替局」を設置[1]。資金課は、外国為替特別会計の財布を預かり、また、輸入のための外貨予算を決める閣僚審議会の事務も扱うこととなった[2]。
- 1964年6月18日 - 「為替局」は「国際金融局」となり､「資金課」､「管理課」､「調査課」を再編。「国際機構課」､「国際収支課」､「短期資金課」になる。

## 所掌事務
所掌
大蔵省組織令（昭和27年8月30日政令第386号）第48条に所掌事務が規定されていた。
```
（資金課の所掌事務）
第48条 資金課においては、左の事務をつかさどる。 
 一 
外国為替
資金
の管理及び運営その他
外国為替資金特別会計
に関すること。
 二 外国為替資金以外の外貨資金を管理すること。
 三 外国為替予算案（貿易に係る部分を除く）を作成し、外国為替予算案の準備に関する事務を行うこと。
 四 
閣僚審議会
の事務を処理すること。
 五 外貨資金保有額に関する
統計
を作製すること。
```